# Nova Prospekt
Nova Prospekt es un emplazamiento ficticio del videojuego Half-Life 2. Anteriormente era una prisión de alta seguridad cerca de una playa, pero la Alianza transformó Nova Prospekt en una instalación de detención de presos políticos. Alyx Vance le advierte al protagonista que Nova Prospekt era «una prisión de alta seguridad, pero ahora es algo mucho peor». Cuando Gordon Freeman llega finalmente a las instalaciones para rescatar al Dr. Eli Vance y Judith Mossman, acompañado por un grupo de hormigas león, descubre que es una instalación de procesamiento para transformar a los seres humanos capturados en soldados de La Alianza o en stalkers, esclavos cyborg mutilados y deformes.

## Nombre y actual función
El nombre de «Nova Prospekt» continúa con la arquitectura de Europa Oriental presente a lo largo juego (varios signos y grafitis escritos con el alfabeto cirílico, una iglesia construida con un estilo ortodoxo Ruso en Ravenholm, y el hecho de que el Padre Grigori aparece tener cierta clase de acento de Europa Oriental). Las traducciones propuestas han incluido «nueva perspectiva» o «nueva esperanza» dependiendo del idioma al que se trate de interpretar; mientras que «Nova» es una raíz que significa «nuevo» en todas las lenguas eslavas y otros idiomas europeos, «Prospekt» puede tener varios significados que van desde «prospecto» a «vista» y «avenida» dependiendo de la lengua. 
Una teoría en el nombre de Nova Prospekt (si la traducción asumida es «nueva perspectiva»), está en que los presos políticos son sometidos al adoctrinamiento, la tortura y la manipulación de la Alianza para que ellos acepten o sean forzados a aceptar el gobierno de la Alianza y unirse a su causa, de ahí la «nueva perspectiva».  Después de esta teoría, la tortura o «conversión» exigida en Nova Prospekt no estaría distante de los métodos descritos en el libro 1984 de George Orwell.[cita requerida] Sin embargo, este proceso probablemente sería un desperdicio de tiempo y costoso incluso para la Alianza. Aunque hay evidencia del uso de tortura dentro del complejo (se puede ver un vortigaunt muerto, criatura sensible a la electricidad, atado a una silla con una varilla metálica introduciendo electricidad por su cuello).

## Localizaciones
Nova Prospekt parece estar separada en dos secciones (vieja, y nueva) ilustradas respectivamente en los dos niveles del juego “Nova Prospekt” y “Afieltrado”. 

### La prisión original (Vieja Nova Prospekt)
La vieja sección del edificio tiene elementos de una prisión de máxima seguridad, estilo Alcatraz, llena de cámaras de confinamiento abiertas (inútiles a La Alianza), bloques de celdas etiquetadas, puntos de control, oficinas, y grandes instalaciones de duchas y mantenimiento. La Alianza parece haber hecho poco uso de esta área en particular, pues han mudado todas sus instalaciones y procesos relacionados con la nueva sección del gran complejo. Esta sección exhibe muchas muestras de deterioro y abandono, por ejemplo los techos que se desmoronan y los enormes agujeros cavados en el suelo por los Antlions. Al estar infestada por vida salvaje de Xen, como Barnacles, Headcrabs y Zombis, se demuestra el hecho de que La Alianza dejó de darle utilidad a esta sección.

### Afieltrado (Nueva Nova Prospekt)
La nueva sección de Nova Prospekt contiene las instalaciones de proceso utilizadas por La Alianza para convertir prisioneros de guerra en soldados de La Alianza.
La arquitectura de esta sección es un ejemplo del desarrollo de la tecnología de La Alianza, visto en la escena final de “Nova Prospekt” y en Ciudad 17 más adelante en el juego. Esta tecnología en su etapa de predesarrollo es una pared masiva de barras, cables, y maquinaria clasificados aleatoriamente. La colocación al azar de cualquier parte de la estructura, trabajando con cada parte de esta (cada una con su propia función variable), permite obtener millones de permutaciones de disposición que, según un programa especificado, podrá transformarse en lo que sea y construirá cualquier tipo de instalación de La Alianza. Este modo de construcción automatizada permite a La Alianza tomar posesión de cualquier área particular. Este desarrollo se muestra en la escena final de “Nova Prospekt” cuando el jugador pasa sobre una parte absolutamente arruinada de las viejas instalaciones, limitando en todos los lados por esta pared de maquinaria aleatoria. Mientras que el jugador avanza en este raro valle de destrucción, las paredes comienzan a cambiar lentamente su posición y destruyen aún más la vieja instalación, lo cual es específico a su plan. Poco después esta escena el jugador entra en la estación del tren de Nueva Nova Prospekt.
En Nova Prospekt, se vuelve claro para el jugador el hecho de que la Alianza ha comenzado a perder dominio sobre el lugar poco a poco. Varias pistas refuerzan este pensamiento, como por ejemplo estructuras dañadas, alta seguridad en el lugar (torretas, campos de fuerza, etc), la presencia de zombis y varios signos Lambda en las paredes, indicando la presencia de rebeldes.
Nova Prospekt es un nivel clave para la trama del juego. En los niveles anteriores, la Alianza estaba todavía al mando, y Gordon era perseguido. Luego del nivel de "Nova Prospekt", la situación cambia drásticamente. Gordon deja de huir y enfrenta a la Alianza, junto con la propia destrucción de Nova Prospekt, se inicia el levantamiento de la Resistencia, como es visto en los niveles que siguen, como en "Anticiudadano Uno" o "¡Seguid a Freeman!"